# Oncholaimus microdon
Oncholaimus microdon är en rundmaskart som beskrevs av E. Ditlevsen 1930. Oncholaimus microdon ingår i släktet Oncholaimus och familjen Oncholaimidae. Inga underarter finns listade i Catalogue of Life.